# Danh sách sông ở Syria
Đây là danh sách các sông ở Syria

## Đổ raĐịa Trung Hải
- Orontes
  - sông Afrin
  - Karasu
- Nahr al-Kabir al-Shamali, hay sông Bắc vĩ đại
- Nahr al-Kabir al-Janoubi, sông Nam vĩ đại (biên giới giữa Syria và Liban)

## Đổ ra vịnh Ba Tư bởi Shatt al-Arab
- Tigris (biên giới giữa Syria và Iraq)
  - Euphrates
    - Khabur
      - Wadi Radd
      - Wadi Khnezir
      - Wadi Jarrah
      - sông Jaghjagh
      - Wadi Khanzir
      - Wadi Avedji

    - Balikh
      - Wadi al-Kheder
      - Wadi Qaramogh

    - sông Sajur

## Đổ ra lưu vực

### Lưu vực Aleppo
- Quweiq

### Ốc đảoGhouta
- Barada

### Hồ Al-Hijanah
- Awaj

### Biển Chết
- sông Jordan
  - Yarmouk (biên giới giữa Syria và Jordan)
  - sông Banias